# Hans-Jürgen Niepel
Hans-Jürgen Niepel (* 6. Februar 1928 in Berlin; † 8. August 2007 in Düsseldorf) war ein deutscher Galerist und Buchhändler.

## Leben
Hans-Jürgen Niepel kam 1953 von Berlin nach Düsseldorf und eröffnete 1956 die erste Buchhandlung nach dem Zweiten Weltkrieg in der Grabenstraße 11 und hatte 1957 eine erste Ausstellung. Schon 1959 zeigt er Werke von Johannes Geccelli, Peter Royen und Gerhard Hoehme. Mit der Ausstellung „Kleine Formate“ der Gruppe 53 im „Graphischen Kabinett“ begann die legendäre Zeit der Buchhandlung mit Galerieraum, welche in den 1950er und 1960er Jahren beliebter Treff junger Künstler war. Der Berliner im Rheinland präsentierte auch die Künstler aus seiner ersten Heimat in seiner Galerie, in der er mit informeller und tachistischer Kunst begann. Der Wiener Schriftsteller Rüdiger von Schmeidel kreierte den Slogan „Better People go to Niepel“. Niepel stellte aus, was er selbst interessant fand, so war auch die Auswahl der Literatur. Ende der 1950er Jahre war er einer der Buchhändler, der Henry Miller unter der Ladentheke verkaufte. Die Konkrete Poesie gehörte zu seinen Favoriten und in dem 28 m² großen Laden kam man schnell ins Gespräch. Er vertrat die Französische Literatur, wie von Michel Butor oder Alain Robbe-Grillet, und Amerikaner wie Jack Kerouac. Großen Einfluss nahm er, als er das Heinrich-Heine-Denkmal der „Gespaltener Heine“ von Bert Gerresheim 1981 als Geschenk an die Stadt vermittelte. Nach dem Tod seiner Frau und seiner Tochter und einer Erkrankung an der Wirbelsäule zog er sich zunehmend zurück und wurde stiller. Doch seinen Berliner Dialekt und Berliner Humor hatte der Galerist Hans-Jürgen Niepel, obwohl er 55 Jahre in Düsseldorf lebte, bis zu seinem Tod nie abgelegt.

## Ehrungen
2002 wurde der Galerist und Buchhändler Hans-Jürgen Niepel mit dem Ehrenpreis des KulturSalon Düsseldorf ausgezeichnet. Das in 2000 gegründete Forum für Künstler, Kulturschaffende und Kulturfreunde ehrte den gebürtigen Berliner für sein Lebenswerk und seine Verdienste um die Kultur der Hauptstadt Nordrhein-Westfalens.
2010 zeigte die Ausstellung „Malerei trifft Lyrik“ des Heinrich-Heine-Instituts Gemälde von Hannelore Köhler und Hans Günther Cremers mit Repräsentanten des Düsseldorfer Kulturlebens. Die Ausstellung erinnerte u. a. an Hans Jürgen Niepel.

## Ausstellungen (Auswahl)
- 1959 und 1963: Johannes Geccelli
- 1961: Joachim Dunkel
- 1963: Gerhard Wind, Gouachen
- 1965: Ferdinand Kriwet, Publit 1
- 1965: Curt Stenvert, Menschliche Situationen
- 1966: Georg Rauch, Rolloide
- 1967: Otmar Alt, Ölgemälde und Zeichnungen
- 1968: Winfred Gaul
- 1968: Friedrich Meckseper, Ölbilder und Radierungen
- 1969: Fritz Köthe
- 1969: Hans-Joachim Speßhardt
- 1969 und 1973: Hans-Jürgen Diehl
- 1971 und 2004: Klaus Kammerichs
- 1973 und 1991: Maina-Miriam Munsky
- 1973: Paul Uwe Dreyer, Neue Bilder[2]
- 1976: Hartmut Lincke, Ölgemälde und Zeichnungen
- 1977: Herbert Kaufmann (1924–2011), Arbeiten aus den Jahren 1956 bis 1976
- 1983: Otto Lenz, Bilder von 1973 bis 1983
- 1980: Klaus Jürgen-Fischer
- 1984: Axel Heibel
- 1985: Gruppe Die Langheimer mit Fritz Schwegler
- 1986: Wolfgang Rohloff
- 1990: Hommage à Peter Brüning zum 20. Todestag
- 1991: Roger David Servais
- 1996 und 1999: Misch Da Leiden
- 1987 und 1989: Hans Scheib
- 1993: Kang Jinmo
- 1998: Martel Wiegand, Kopf und Kragen
- 2002: Christiaan Paul Damsté
- 2003: Hans-Günther Cremers, Bilder 2003, Galerie Hans-Jürgen Niepel bei Morawitz